# L'ultimo addio (film 1927)
L'ultimo addio (Hotel Imperial) è un film muto del 1927 diretto dal regista finlandese Mauritz Stiller, con protagonista Pola Negri.
Il film è tratto dal romanzo di Lajos Biró Színmü négy felvonásban.

## Trama
Sul fronte galiziano, interno all'impero Austro-ungarico, occupato dai russi, nel 1915, il soldato austro-ungarico, tenente Almasy, penetra in una stanza dell'Hotel Imperial e si abbandona sfinito su un letto. Viene ritrovato da alcuni dipendenti dell'albergo, e, su incitamento di Anna Sedak, la ragazza delle pulizie viene nascosto, affinché i russi non lo catturino. Quando nell'albergo viene stabilito il quartier generale russo, la ragazza induce il tenente a svolgere le funzioni di cameriere, per non destare sospetti. Il generale russo si invaghisce della ragazza delle pulizie, e cerca di sedurla comprandole dei vestiti, ma lei resiste. Quando, durante un controllo dei documenti, il tenente, che non può mostrare i propri senza tradirsi come soldato nemico, viene arrestato, la ragazza intercede presso il generale, il quale, a prezzo di qualche implicita promessa da parte della giovane, lo fa liberare. La spia russa Tabakowitch, responsabile di diverse sconfitte austro-ungariche, della cui presenza e della cui funzione Almasy, dovendo fargli da cameriere, si era accorto, viene mandato di nuovo oltre le linee nemiche per acquisire nuove informazioni. Durante una festa danzante indetta dal generale, che ne approfitta per insidiare ulteriormente la ragazza delle pulizie, che, tergiversando, finge di cedere, Tabakowitch ritorna, con importanti notizie che avrebbero portato ad una sicura carneficina di soldati austro-ungarici. Prima di essere ricevuto dal generale, la spia si fa preparare il bagno da Almasy, che, nell'occasione, lo uccide e gli sottrae il foglio di appunti sui movimenti delle truppe austriache. Insieme alla ragazza cercano di inscenare un suicidio della spia ma il generale fa interrogare il tenente, il maggior sospettato. Quando questi non sa rispondere ad alcune domande, la ragazza delle pulizie lo scagiona, mentendo, col dire che Almasy, nel lasso di tempo di cui non sapeva rendere conto, si trovava nella camera di lei. Il generale si indigna, accusandola di "preferire la servitù" al generale stesso, ed umilia la giovane.
La ragazza aiuta Almasy a fuggire, poiché la sua permanenza nell'albergo lo porrebbe in pericolo, disperando di poterlo mai rivedere,
Tempo dopo, grazie alle informazioni che Almasy aveva sottratto alla spia, gli austro-ungarici riconquistano la cittadina. Nella cerimonia in cui ad Almasy viene assegnata una decorazione, e durante la quale gli sguardi dei due si erano ritrovati, egli presenta pubblicamente "la persona che ha reso possibile" questa riscossa austro-ungarica, e la ragazza delle pulizie viene elogiata dall'autorità come eroina. E la coppia si riunisce.